# 1938 dans les chemins de fer
Chronologie des chemins de fer
1937 dans les chemins de fer - 1938 - 1939 dans les chemins de fer

## Évènements

### Janvier
- 1er janvier, France : nationalisation des grandes compagnies de chemins de fer et naissance officielle de la SNCF.

### Mars
- 31 mars, Autriche : à la suite de l'Anschluss, annexion par la Deutsche Reichsbahn des chemins de fer autrichiens (ÖBB).

### Mai
- 15 mai, France : première parution du bimensuel Notre métier, revue interne de la SNCF, qui deviendra par la suite La Vie du Rail magazine.

### Juillet
- 3 juillet, Grande-Bretagne : la locomotive à vapeur Pacific 4468 Mallard établit le record du monde de vitesse ferroviaire en traction vapeur à 202,7 km/h.

### Août
- 14 août, France : dernier jour de circulation de l'ancien tramway d'Île-de-France, sur la ligne 112 entre Le Raincy et Montfermeil.

### Octobre
- 2 octobre, France : 
  - fermeture aux voyageurs de la ligne Charleval - Serqueux;
  - fermeture aux voyageurs de la ligne Eu - Dieppe.
- 19 octobre, Tchécoslovaquie : annexion par la Deutsche Reichsbahn des chemins de fer des Sudètes.

### Décembre
- 13 décembre, France : électrification complète de la ligne Paris-Irun avec la mise sous tension de Tours-Bordeaux (248 km).